# مواصفات تعريف البيانات
تعد مواصفات تعريف البيانات (DDS) في مجال الحوسبة، بمثابة دليل توجيهي لضمان تعريف البيانات الشامل والمتسق. يمثل السمات المطلوبة لتحديد تعريف البيانات. تشمل المواصفات بيانات المؤسسة، والتسلسل الهرمي لإدارة البيانات وتطبيق الإرشادات المحددة والمعايير لتحديد الامتثال.

## نظرة عامة
يمكن إعداد مواصفات تعريف البيانات لأية منظمة أو مجال متخصص، وتحسين جودة منتجاتها من خلال الاتساق والشفافية. فإنه يلغي التكرار (كل المجالات المساهمة ترجع إلى نفس المواصفات) ويوفر التوحيد، مما يجعلها أسهل وأكثر كفاءة للإنشاء والتعديل، والتحقق من التحليل وتبادل المعلومات عبر المؤسسة.
لفهم كيفية عمل مواصفات تعريف البيانات في المؤسسة، يجب علينا أن ننظر إلى عناصر DDS. كتابة تعريفات البيانات، وتحديد الشروط التجارية (أو القواعد) في سياق بيئة معينة، ويوفر هيكل للهندسة المعمارية لبيانات المنظمة. ولتطوير هذه التعريفات، يجب أن تكون الكلمات المستخدمة بيانات سهلة وواضحة .
وهناك مواصفات تعريف بيانات يمكن استخدامها في الأنشطة التالية لتوفير الاتساق والوضوح بين إدارات دعم النشاط:
- ذكاء الأعمال
- نمذجة عمليات الأعمال
- إدارة قواعد العمل
- تحليل بيانات والنمذجة
- عمارة المعلومات
- نمذجة البيانات
- توليد التقرير

## المعايير
وهناك مواصفات تعريف بيانات تتطلب تعريفات البيانات لتكون :
- الذرية المفردة، واصفاً مفهوم واحد فقط .

، تستخدم عادة في تحديد مصطلحات غامضة، في حين يشير مصطلح لمفهوم واحد، يمكن استخدام عدة كلمات في مصطلح :
1. ملف - مفهوم التعرف بكلمة واحدة .
2. أرشادات الملف - التعرف على المفهوم من أكثر من كلمة واحدة .

- يمكن تتبعها - في مجال الأعمال التجارية، ويمكن تتبع مصطلح لكيان (على سبيل المثال، العملاء) أو سمة (مثل اسم العميل). قد يكون مصطلح قيمة في مجموعة بيانات (مثل نوع الجنس)، أو تعيين مجموعة البيانات نفسها. التتبع يشير إلى العلاقات في التسلسل الهرمي للبيانات.
- متناسقة - المستخدمة في صيغة قياسية.

إذا ما استخدمت في سياق محدد، ويلاحظ هذا السياق .
- دقيقة - دقيقة وصحيحة .
- واضحة - يفهم بسهولة من قبل القارئ .
- ومتابعة - متابعة البيانات والمراجعة السياقية .
- موجزة - لتجنب المراجع الدائرية .

## تطبيقات

### بيانات الشركات
وقد صدرت مواصفات تعريف البيانات من قبل التحالف موبايل لتوثيق فرض رسوم البيانات. 
وثيقة، وفهرس مركزي لعناصر البيانات المحددة للواجهات، ويحدد رسم الخرائط لهذه العناصر البيانات إلى حقول البروتوكول في الواجهات. صنعت لتبادل البيانات المالية، لغة تعريف بيانات السوق (MDDL) وهي مواصفات XML تصميم .
لتمكين تبادل المعلومات اللازمة لحساب، لتحليل، وتداول السندات المالية من الأسواق في العالم. ويرمز إليها بعبارة من صيغة XML تبادل وقاموس البيانات المشتركة على المجالات المطلوبة لوصف : (1) الأدوات المالية، (2) الشركات الأحداث التي تؤثر على قيمة وإمكانية التجارة، و(3) مؤشرات السوق ذات الصلة والاقتصادية والصناعية. والوظيفة الرئيسية للMDDL هو السماح للكيانات لتبادل بيانات السوق عن طريق توحيد الأشكال والتعاريف. يوفر MDDL صيغة مشتركة لبيانات السوق بحيث يمكن أن تنتقل بكفاءة من نظام معالجة واحدة إلى أخرى، وتوفر فهم مشترك لمحتوى البيانات السوق من خلال توحيد المصطلحات وتطبيع العلاقات بين مختلف عناصر البيانات من واحد إلى آخر ...
من جهة نظر المستخدم، فإن الهدف من MDDL هو لتمكين المستخدمين من دمج البيانات من مصادر متعددة عن طريق توحيد كل من المدخلات يغذي تستخدم لتخزين البيانات (أي تحديد ما يجري من قبل مصنعي) وأساليب الإنتاج التي تطلب تطبيقات العميل البيانات (أي، وضمان التوافق حول كيفية الحصول على بيانات الدخول والخروج من التطبيقات) ". [5]

### العروض الإكلينيكية
و البيانات الإكلينيكي تُبادل مواصفات اتحاد، لذلك فهي متعددة التخصصات، وهي منظمة عالمية غير ربحية، ووضع معايير لدعم عملية الشراء، والتبادل، وتقديم وحفظ البيانات البحثية الطبية والبيانات الوصفية. معايير CDISC وهو بائع محايدة، ومنصة بحيرة مستقلة ومتاحة من موقع CDISC. 
... وتعريف مواصفات تقرير حالة جدولة البيانات (define.xml) مشروع الإصدار 2.0
، وهي أقدم مواصفات تعريف البيانات، هو جزء من تطور من عام 1999 FDA التقديم الإلكتروني (eSub) والتوجيه الوثيقة الفنية المشتركة (eCTD) والوثائق الإلكترونية موضحاً : وهي وثيقة تصف محتوى وهيكل وشملت البيانات إدراجها في التقديم. 
وقد وضعت Define.xml لأتمام عملية الاستعراض عن طريق توليد وثيقة المقروءة آليا بيانات التعريف. Define.xml وموحدة المقدمة لإدارة الغذاء والدواء، والحد من إضعاف المراجعة من أكثر من عامين وعدة أشهر . [6]

### بيانات أرشيفية
وهناك مواصفات تعريف بيانات هي أساس بيانات التعريف لأرشفة البيانات العلمية. وترمز البيانات الوصفية والنقل القياسي ب (METS) ويستخدم مبدأ واحد من DDS: 
الاتساق في استخدام المصطلحات الرئيسية للتسويق الرقمي حول العالم . 
مخطط METS : هو آلية مرنة لترميز وراء البيانات الوصفية والإداري والهيكلي لمكتبة رقمية والتعبير عن الروابط المعقدة لتعريف البيانات، ويمكن أن توفر معياراً مفيدا لتبادل الرقمي بين المستودعات. [7]
وقد حاولت الحفاظ على عوالم افتراضية لمعالجة أوجه القصور، مشيراً إلى عدم وجود وثائق مناسبة للالخيال والألعاب التفاعلية : وعلى وجه التحديد، لعدم وجود «معلومات تمثلها» لتعيين بت إلى بنيات البيانات على مستوى أعلى [8 ] والحفاظ على عوالم افتراضية 2 هو مشروع بحثي واسع في الجهود الأولية في هذا المجال. [9]